# Гілл-Сіті (Канзас)
Гілл-Сіті (англ. Hill City) — місто (англ. city) в США, в окрузі Грем штату Канзас. Населення — 1403 особи (2020).

## Географія
Гілл-Сіті розташований за координатами 39°22′2″ пн. ш. 99°50′46″ зх. д. / 39.36722° пн. ш. 99.84611° зх. д. (39.367218, -99.846120).  За даними Бюро перепису населення США в 2010 році місто мало площу 2,59 км², уся площа — суходіл.

## Демографія
Згідно з переписом 2010 року, у місті мешкали 1474 особи в 669 домогосподарствах у складі 404 родин. Густота населення становила 570 осіб/км².  Було 783 помешкання (303/км²).
Расовий склад населення:
| - 91,2 % — білих - 4,5 % — чорних або афроамериканців - 0,8 % — корінних американців - 0,3 % — азіатів |

До двох чи більше рас належало 2,8 %. Частка іспаномовних становила 2,5 % від усіх жителів.
За віковим діапазоном населення розподілялося таким чином: 20,8 % — особи молодші 18 років, 55,3 % — особи у віці 18—64 років, 23,9 % — особи у віці 65 років та старші. Медіана віку мешканця становила 48,0 року. На 100 осіб жіночої статі у місті припадало 88,5 чоловіків;  на 100 жінок у віці від 18 років та старших — 86,9 чоловіків також старших 18 років.
Середній дохід на одне домашнє господарство  становив 51 248 доларів США (медіана — 38 264), а середній дохід на одну сім'ю — 66 790 доларів (медіана — 58 462). Медіана доходів становила 46 023 долари для чоловіків та 24 107 доларів для жінок. За межею бідності перебувало 11,0 % осіб, у тому числі 14,9 % дітей у віці до 18 років та 13,5 % осіб у віці 65 років та старших.
Цивільне працевлаштоване населення становило 709 осіб. Основні галузі зайнятості: освіта, охорона здоров'я та соціальна допомога — 34,3 %, роздрібна торгівля — 10,7 %, будівництво — 9,7 %.